# スタディオ・イス・アレナス
スタディオ・コムナーレ・イス・アレナス（Stadio Comunale Is Arenas）は、イタリア、サルデーニャ州、カリャリ県のクアルトゥ・サンテーレナにあるサッカー専用競技場。カリアリ・カルチョがホームスタジアムとして使用していた。収容人数は16,500人。

## 概要
クアルトゥ・サンテーレナの自治体が所有するスタジアム。1980年代には地元のクラブのホームスタジアムとしてセリエC2で使用された。2012-13シーズンからセリエAのカリアリ・カルチョが新たなホームスタジアムとして使用している。改修工事が行われたものの開幕には間に合わず、2012-13シーズンのホーム開幕戦となったアタランタBC戦は無観客試合となった。続くASローマ戦も当局から許可が下りず無観客試合が通達されていたが、カリアリ会長のマッシモ・チェッリーノがこれに従わずサポーターに来場を呼びかけたため試合は延期となった。